# Liste der Fußball-Europameistertrainer
Die Liste der Fußball-Europameistertrainer listet alle Fußballtrainer auf, die ihre Mannschaft zu einem Gewinn der Fußball-Europameisterschaft der Männer beziehungsweise Frauen geführt haben.
Die Fußball-Europameisterschaft der Männer wird seit 1960 ausgetragen. Seitdem haben 17 verschiedene Trainer einen Europameistertitel errungen. Erster Europameistertrainer war der Russe Gawriil Katschalin. Bislang gelang es noch keinem Trainer, den Titel zweimal zu gewinnen. Amtierender Europameistertrainer ist Luis de la Fuente aus Spanien.
Berti Vogts ist der bislang Einzige, der sowohl als Spieler (1972) als auch als Trainer (1996) Fußball-Europameister der Herren wurde. Allerdings wurde er bei der EM 1972 verletzungsbedingt nicht eingesetzt.
Der deutsche Otto Rehhagel ist der einzige Europameistertrainer, der beim Titelgewinn der Griechen 2004 nicht die Nationalmannschaft seines Heimatlandes betreute.
Die Fußball-Europameisterschaft der Frauen wurde erstmals 1984 ausgespielt. Insgesamt sieben Trainer, davon drei Frauen, konnten bisher mindestens einen Europameistertitel für sich verbuchen. Erster Europameistertrainer war Ulf Lyfors. Dem deutschen Gero Bisanz, der ebenfalls deutschen Tina Theune sowie der Niederländerin Sarina Wiegman gelang es als bislang Einzigen, dreimal Europameistertrainer im Frauenfußball zu werden: Bisanz 1989, 1991 und 1995; Theune-Meyer 1997, 2001 und 2005; Wiegman 2017, 2022 und 2025. Theune-Meyer war damit auch die erste Fußball-Europameistertrainerin überhaupt. Sie wirkte bei den drei Titelgewinnen unter Gero Bisanz bereits als Assistentin mit. Amtierende Europameistertrainerin ist die Niederländerin Sarina Wiegman. Sie ist die einzige Trainerin überhaupt, die mit zwei verschiedenen Nationalmannschaften Europameister wurde.
Silvia Neid gelang es als bislang Einzige, sowohl als Spielerin (1989) als auch als Trainerin (2009 und 2013) Europameisterin im Frauenfußball zu werden.

## Männer
| Jahr | Name                   | Land             | Alter |
| ---- | ---------------------- | ---------------- | ----- |
| 1960 | Gawriil Katschalin     | Sowjetunion      | 49    |
| 1964 | José Villalonga        | Spanien          | 44    |
| 1968 | Ferruccio Valcareggi   | Italien          | 49    |
| 1972 | Helmut Schön           | BR Deutschland   | 56    |
| 1976 | Václav Ježek           | Tschechoslowakei | 52    |
| 1980 | Jupp Derwall           | BR Deutschland   | 53    |
| 1984 | Michel Hidalgo         | Frankreich       | 51    |
| 1988 | Rinus Michels          | Niederlande      | 60    |
| 1992 | Richard Møller Nielsen | Dänemark         | 55    |
| 1996 | Berti Vogts            | Deutschland      | 49    |
| 2000 | Roger Lemerre          | Frankreich       | 59    |
| 2004 | Otto Rehhagel          | Griechenland     | 65    |
| 2008 | Luis Aragonés          | Spanien          | 69    |
| 2012 | Vicente del Bosque     | Spanien          | 61    |
| 2016 | Fernando Santos        | Portugal         | 61    |
| 2021 | Roberto Mancini        | Italien          | 56    |
| 2024 | Luis de la Fuente      | Spanien          | 63    |

## Frauen
| Jahr | Name               | Land           | Alter |
| ---- | ------------------ | -------------- | ----- |
| 1984 | Ulf Lyfors         | Schweden       | 40    |
| 1987 | Erling Hokstad     | Norwegen       | 46    |
| 1989 | Gero Bisanz        | BR Deutschland | 53    |
| 1991 | Gero Bisanz (2)    | Deutschland    | 55    |
| 1993 | Even Pellerud      | Norwegen       | 39    |
| 1995 | Gero Bisanz (3)    | Deutschland    | 59    |
| 1997 | Tina Theune        | Deutschland    | 43    |
| 2001 | Tina Theune (2)    | Deutschland    | 47    |
| 2005 | Tina Theune (3)    | Deutschland    | 51    |
| 2009 | Silvia Neid        | Deutschland    | 45    |
| 2013 | Silvia Neid (2)    | Deutschland    | 49    |
| 2017 | Sarina Wiegman     | Niederlande    | 47    |
| 2022 | Sarina Wiegman (2) | England        | 52    |
| 2025 | Sarina Wiegman (3) | England        | 55    |